# Milford, Surrey
Milford är en ort i Storbritannien.   Den ligger i grevskapet Surrey och riksdelen England, i den södra delen av landet, 50 km sydväst om huvudstaden London. Milford ligger 57 meter över havet och antalet invånare är 6 220.
Terrängen runt Milford är huvudsakligen platt, men åt sydväst är den kuperad.Runt Milford är det tätbefolkat, med 343 invånare per kvadratkilometer. Närmaste större samhälle är Woking, 17,4 km norr om Milford. I omgivningarna runt Milford växer i huvudsak blandskog.